# 朱弼榦
鉛山康裕王朱弼榦（1525年—1578年12月31日），明朝肅藩第二代鉛山王，鉛山榮和王朱真瀞的嫡第二子。

## 生平
嘉靖三十四年（1555年），鉛山榮和王朱真瀞去世。嘉靖三十九年（1560年），肅王朱弼桄奏稱，鉛山王長子朱弼櫃先於父卒，無嗣，請以朱弼櫃同母弟朱弼榦嗣王。明世宗許之。嘉靖四十年十二月二十七日（1562年1月31日），朱弼榦襲封鉛山王。
萬曆六年十二月初四日（1578年12月31日），朱弼榦去世，享年五十四岁，諡號康裕。五年後，庶長子朱縉𤍔襲爵。

## 家庭

### 妻
- 王氏，嘉靖四十年（1561年）冊為鉛山王妃[1]，生西河縣主。

### 子
- 庶長子：鉛山長子→鉛山恭莊王朱縉𤍔

### 女
- 嫡長女：西和縣主

## 墓葬
朱弼榦葬於陝西臨洮府蘭州圃子灣（今甘肅省蘭州市七里河区西园街道上西园社区）。墓誌現藏於甘肅省博物館。

[誌蓋]

皇明鉛山康𥙿王之墓

[誌文]

　鉛山康𥙿王墓誌

　王諱弼榦，

冊謚曰康𥙿，乃

　榮和王之子。母李氏。嘉靖四十年十二

　月二十七日，

冊封為鉛山王。扵萬曆六年十二月初四

　日子時，以疾薨，享年五十四歲。妃王氏。

　女一，西和縣主。庶生子一，縉𤍔。

上聞訃，輟朝一日，遣官諭祭，命有司致喪

　如制。在京文武官皆致祭焉。以萬曆八

　年柒月初六日，塟扵圃子灣。嗚呼！王以

　宗室至親，為國藩輔，茂膺封爵，貴富兼

　隆。兹以令終，夫復何憾。爰述其㮣，納諸

　幽壙，用垂不朽云。